# フロリックシーアドベンチャーパーク淡路島
フロリックシーアドベンチャーパーク淡路島は2022年に兵庫県洲本市大浜海岸の海水浴場にオープンした透明度の高い海にある日本最大級の海上アスレチックである。
49種類以上のアトラクションがあり、ライフガードは３〜４人ほど配備されており、ライフジャケットは無料貸出されている。クラゲ進入禁止ネットを張っており安全性は高い。

## 営業時間
7月11~8月31日
受付を完了させ、30分前に集合。
- 9~10時
- 10~11時
- 11~12時
- 12~13時
- 13~14時
- 14~15時
- 15~16時
- 16~17時

## 料金
ネット事前予約3800円〜
当日券3800円〜

## アクセス
神戸淡路鳴門自動車道　淡路島中央ICより車で13分
大浜公園駐車場から徒歩6分
| サブスタブ | この項目は、まだ閲覧者の調べものの参照としては役立たない、書きかけの項目です。この項目を加筆・訂正などしてくださる協力者を求めています。このテンプレートは分野別のサブスタブテンプレートやスタブテンプレート（Wikipedia:分野別のスタブテンプレート参照）に変更することが望まれています。 |